# Collegio plurinominale Sicilia - 01 (2020)
Il collegio elettorale plurinominale Sicilia - 01 è un collegio elettorale plurinominale della Repubblica italiana per l'elezione del Senato della Repubblica.

## Territorio
Come previsto dalla legge n. 51 del 27 maggio 2019, il collegio è stato definito tramite decreto legislativo all'interno della circoscrizione Sicilia.
Il collegio comprende la zona definita dai tre collegi uninominali Sicilia - 01 (Palermo), Sicilia - 02 (Marsala) e Sicilia - 03 (Gela) quindi le province di Trapani, Agrigento e Caltanissetta e la città metropolitana di Palermo.

## XIX legislatura

### Risultati elettorali
|                               | Fratelli d'Italia                                       | 172 080   | 18,24 | 1 | 340 556 | 36,10 | 2 |  |  |
|                               | Forza Italia                                            | 110 755   | 11,74 | 1 | 340 556 | 36,10 | 2 |  |  |
|                               | Lega per Salvini Premier                                | 48 299    | 5,12  | – | 340 556 | 36,10 | 2 |  |  |
|                               | Noi Moderati                                            | 9 422     | 1,00  | – | 340 556 | 36,10 | 2 |  |  |
|                               | Movimento 5 Stelle                                      | 286 269   | 30,35 | 2 | 286 269 | 30,35 | 1 |  |  |
|                               | Partito Democratico - Italia Democratica e Progressista | 116 127   | 12,31 | 1 | 159 413 | 16,90 | – |  |  |
|                               | Alleanza Verdi e Sinistra                               | 20 368    | 2,16  | – | 159 413 | 16,90 | – |  |  |
|                               | +Europa                                                 | 16 542    | 1,75  | – | 159 413 | 16,90 | – |  |  |
|                               | Impegno Civico – Centro Democratico                     | 6 376     | 0,68  | – | 159 413 | 16,90 | – |  |  |
|                               | Sud chiama Nord                                         | 74 833    | 7,93  | – | 74 833  | 7,93  | – |  |  |
|                               | Azione - Italia Viva                                    | 47 232    | 5,01  | 1 | 47 232  | 5,01  | – |  |  |
|                               | Italexit                                                | 13 007    | 1,38  | – | 13 007  | 1,38  | – |  |  |
|                               | Italia Sovrana e Popolare                               | 10 788    | 1,14  | – | 10 788  | 1,14  | – |  |  |
|                               | Unione Popolare                                         | 8 378     | 0,89  | – | 8 378   | 0,89  | – |  |  |
|                               | Vita                                                    | 2 901     | 0,31  | – | 2 901   | 0,31  | – |  |  |
| Totale                        | Totale                                                  | 943 377   | 100   | 6 | 943 377 | 100   | 3 |  |  |
| Elettori                      | Elettori                                                | 1 868 186 |       |   |         |       |   |  |  |
|                               |                                                         |           |       |   |         |       |   |  |  |
| Data: 25 settembre 2022       |                                                         |           |       |   |         |       |   |  |  |
| Fonte: Ministero dell'interno |                                                         |           |       |   |         |       |   |  |  |

### Eletti

#### Eletti nei collegi uninominali
Eletti nella coalizione di centro-destra (FdI - Lega - FI - NM)
| Collegio uninominale | Eletto | Eletto             | Partito            |
| -------------------- | ------ | ------------------ | ------------------ |
| 1. Palermo           |        | Dolores Bevilacqua | Movimento 5 Stelle |
| 2. Marsala           |        | Raoul Russo        | Fratelli d'Italia  |
| 3. Gela              |        | Stefania Craxi     | Forza Italia       |

#### Eletti nella quota proporzionale
| Movimento 5 Stelle               | Fratelli d'Italia | Partito Democratico-IDP | Forza Italia        | Azione - Italia Viva |
| -------------------------------- | ----------------- | ----------------------- | ------------------- | -------------------- |
|                                  |                   |                         |                     |                      |
| Concetta Damante Pietro Lorefice | Carmela Bucalo    | Annamaria Furlan        | Gianfranco Miccichè | Carlo Calenda        |

1. ↑  Dimissionario in data 18.01.2023 (incompatibile in quanto deputato dell'Assemblea regionale siciliana); lo stesso giorno subentra Daniela Ternullo.